# Raffinerie de Riazan
La raffinerie de Riazan est une raffinerie de pétrole implantée à Riazan, dans l'oblast de Riazan, en Russie. Mise en service en 1960, elle appartient à Rosneft depuis 2013. Elle présente une capacité de production de 340 000 barils par jour. Dans le cadre de la guerre russo-ukrainienne, elle a été frappée par des drones kamikazes les 13 mars et 1er mai 2024, puis de nouveau début 24 février 2025.